# Metaphysics

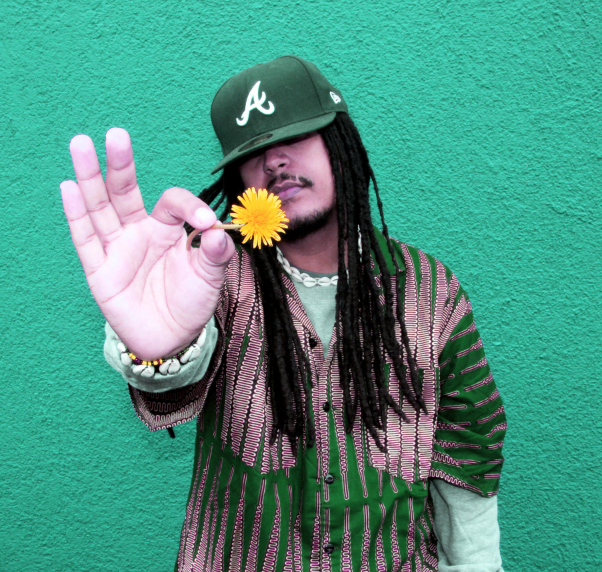
Metaphysics (2016)

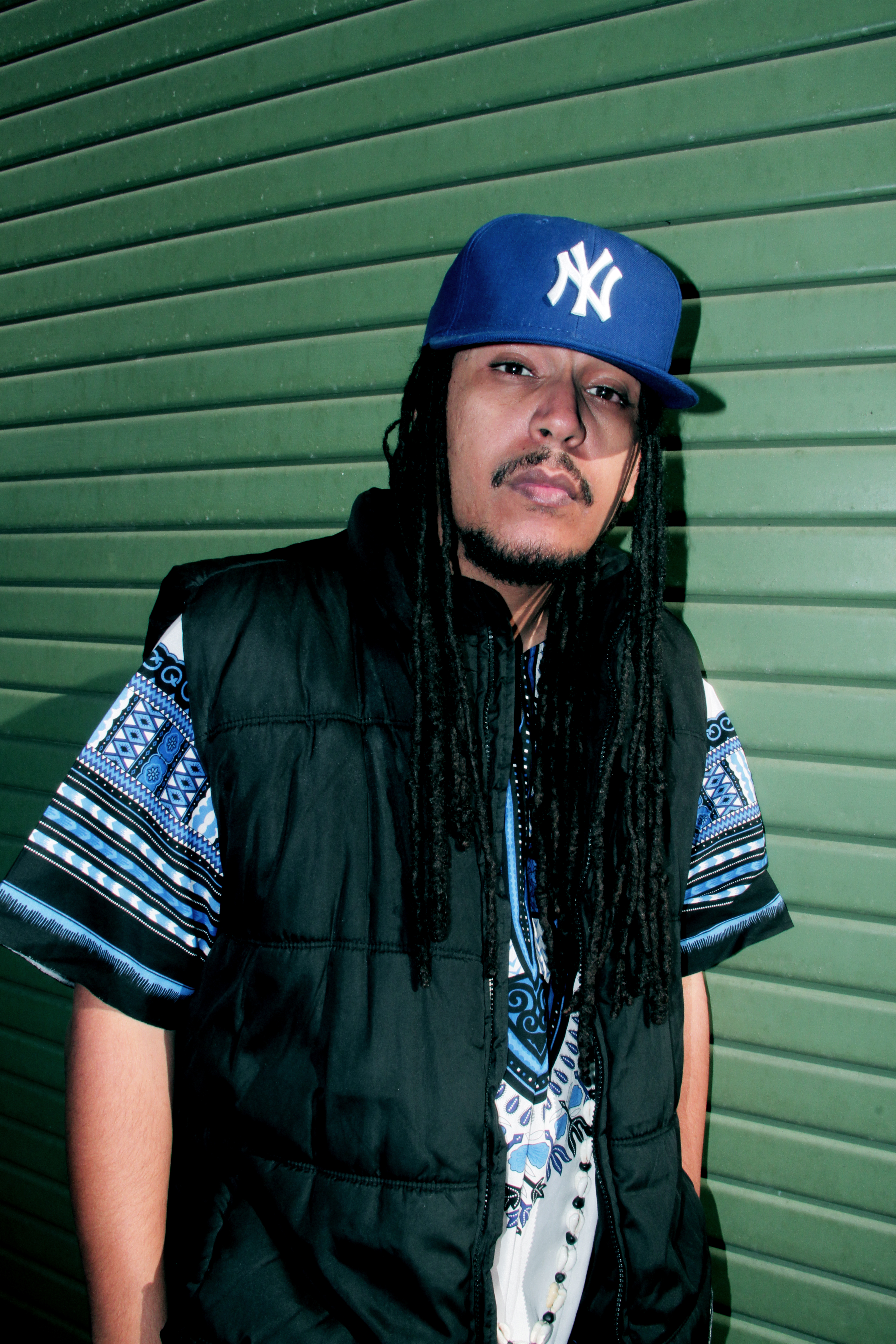
Metaphysics (2016)

Metaphysics (* 8. Dezember 1973 in Mbare, einem Vorort von Harare, Simbabwe, als Herbert Qwela Schwamborn) ist ein simbabwesischer Rapper, Komponist und Musikproduzent mit Wurzeln in Simbabwe und Deutschland.

## Werdegang
Noch an der High School moderierte der Sohn eines Deutschen und einer Simbabwerin das Radioprogramm Young Zimbabwe und gründete 1985 mit Tel a Ryme die Rapgruppe Lethal Language. Nach der Auflösung von Lethal Language gründete er unter dem Pseudonym Qwela the Brainchild 1991 mit dem Rapper Tony Chihota, dem Produzenten Keith Farquharson und der Sängerin Chiwoniso Maraire die Hip-Hop-Gruppe A Peace of Ebony. Die Band sang und rappte in Englisch und Schona, einer der Landessprachen Simbabwes und tourte in Südafrika und Madagaskar. 1996 veröffentlichte Schwamborn mit Tendai Vicki unter dem Bandnamen Kataklizim ein Album und übersiedelte nach Johannesburg, wo er die mit der Fernsehsendung Shell Road to Fame Talent Show die Rapmusik in Südafrika förderte.
1998 ging er für ein halbes Jahr in die USA, arbeitete kurzzeitig als Kameramann für die MTV-Sendung TRL und legte sich das Pseudonym Metaphysics zu. Nach Ablauf seines Visums siedelte er sich 1999 in Köln an, um zu erfahren, wo sein Vater herkommt. Über erste Arbeiten mit auf dem Debütalbum Text und Ton von Clueso sowie mit den Formation Mellowbag und Migrant Souls kam er 2001 in Kontakt mit Brothers Keepers. Ab 2002 veröffentlichte er Alben als Solokünstler und mit Migrant Souls. Nach ersten Features für die Söhne Mannheims auf deren Album Zion und Auftritten von Migrant Souls im Vorprogramm der Band um Xavier Naidoo arbeitet er regelmäßig mit den Söhnen Mannheims und schrieb Alles kann besser werden für Xavier Naidoo.
Metaphysics hat einen jüngeren Bruder, Rudolf „Rudy“ Schwamborn, der auch unter den Künstlernamen Riz Allah und Carlprit auftritt. Zusammen mit seinem Bruder betreibt er das Musiklabel Gandanga Music. Metaphysics lebt in Wuppertal und betreibt dort ein Musikstudio.
Im Mai 2013 bildete er zusammen mit Carlprit, Marlon B. und Tony T. die Musikgruppe DNGRS Crew (kurz für Dangerous Crew). Ihre erste Single nahmen sie gemeinsam mit DJ Mase auf. Sie erschien am 24. Mai 2013 über Kontor Records.

## Diskografie

### Alben
- Elevated Perception
- Digital Garden
- The Black Butterfly

### Alben mit Migrant Souls
- Migrant Souls
- Children of the Sun